# Hyundai H-1
Lo Hyundai H-1 è un veicolo commerciale leggero con carrozzeria furgonata per il trasporto di merci o monovolume allestita per il trasporto delle persone. Prodotto dalla casa automobilistica coreana Hyundai Motor Company a partire dal 1997, nel 2007 è stata presentata la seconda generazione. Sul mercato asiatico viene venduto come Hyundai Starex mentre la seconda serie in alcuni mercati europei viene commercializzata come Hyundai i800.

## Prima serie (1997-2007)
La prima generazione di H-1 viene presentata in Corea nel 1997 e importata in Europa solo a partire dal 1998. Si tratta di un commerciale non molto grande (la lunghezza complessiva era di 4,70 metri) caratterizzato da una linea per l'epoca moderna; un frontale arrotondato con ampio fascione paraurti e fanaleria di piccole dimensioni posta agli estremi del muso e separata da una calandra che incorpora il marchio della casa. La coda presenta il portellone sdoppiato a doppie ante oppure il classico cofano apribile dal basso verso l'alto, e una fanaleria ovale bicolore: la zona inferiore adotta uno sfondo rosso mentre la zona superiore del fanale adotta uno sfondo bianco. Il telaio dell'H-1 sfruttava sospensioni anteriori a ruote indipendenti a schema McPherson mentre al retrotreno ruote interconnesse da un ponte torcente e balestre longitudinali. Le porte laterali posteriori disponevano dell'apertura a scorrimento manuale. Il serbatoio possedeva una capacità di 65 litri e l'impianto frenante era composto da dischi anteriori e tamburi posteriori.     

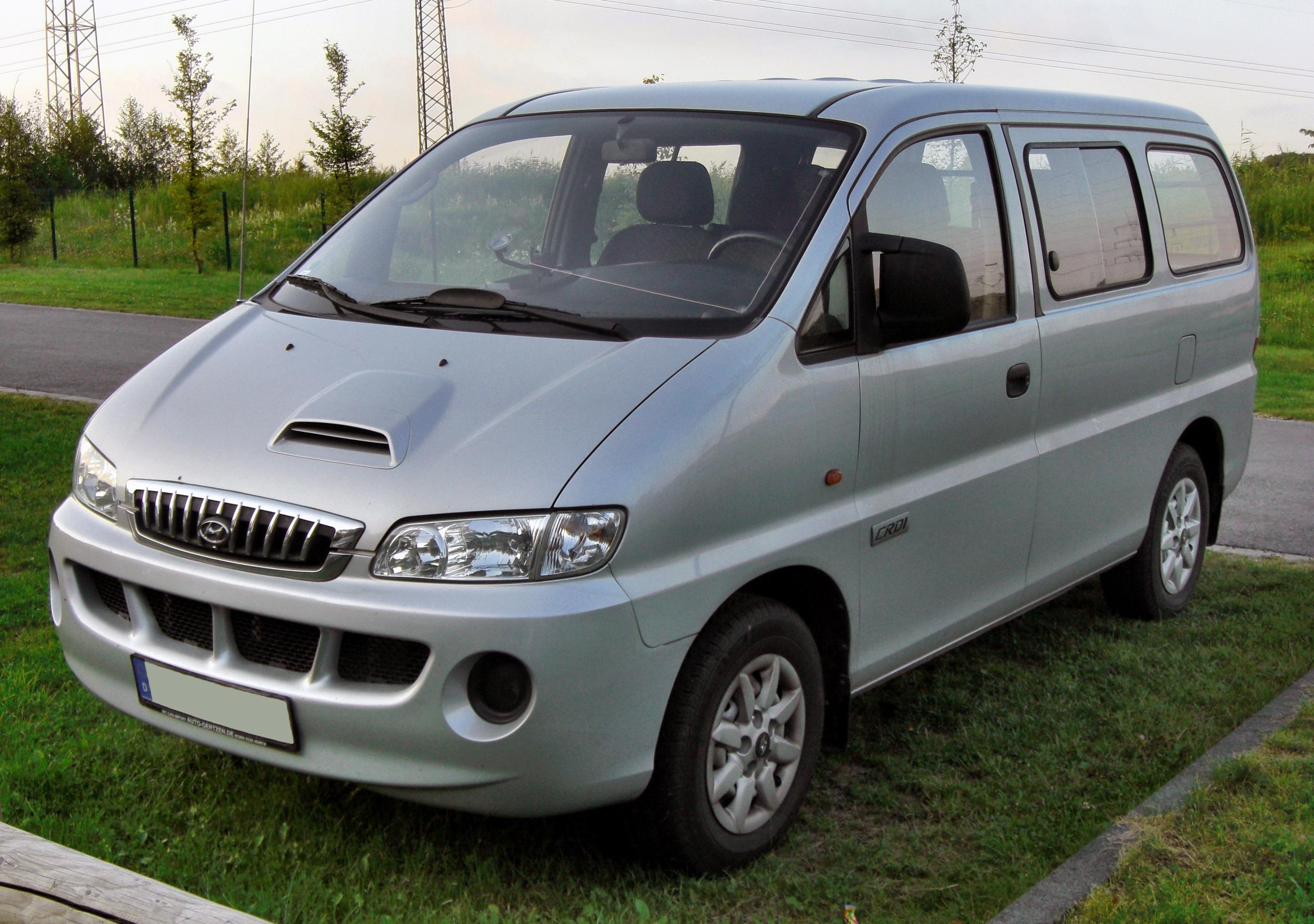
Hyundai H-1 in versione monovolume

In Italia è stato venduto con la carrozzeria furgonata che dispone di un bagagliaio da 3.500 litri e omologazione a 2 posti, la versione furgone combinato a 4 posti con i finestrini della seconda fila in vetro apribile e omologazione autocarro a 4 posti e la versione monovolume che dispone di 7 posti a sedere configurati su 3 file di sedili (schema 2-3-2) con un bagagliaio di capacità minima pari a 250 litri (con i 7 posti) per passare a 3.500 litri con la terza e seconda fila di poltrone rimossa. L'H-1 monovolume veniva venduto in due versioni: SVX Comfort e HSV Max. Tra la dotazione di serie figurava l'ABS, gli alzacristalli elettrici, gli airbag frontali (in seguito vennero introdotti anche quelli laterali), sedile guida regolabile in altezza, climatizzatore manuale, servosterzo e retrovisori regolabili elettronicamente. Tra gli accessori erano disponibili i fendinebbia, la vernice metallizzata o nera e il pacchetto bicolore che includeva la verniciature della carrozzeria in due differenti tonalità e i profili laterali maggiorati (solo per H-1 HSV Max). In seguito venne introdotto anche il sistema antipattinamento LSD.
Per il mercato asiatico l'H-1 è stato proposto anche in versione pick up (2 posti e cassone posteriore), cabina allungata (oltre 5,0 metri di lunghezza con carrozzeria furgone o monovolume con 10 o 12 posti, vano di carico fino a 5.300 litri e passo allungato), taxi (sia con cabina corta che lunga), ambulanza e anche nella versione crossover a trazione integrale (cabina corta e assetto rialzato da terra per affrontare gli sterrati, impianto frenante a 4 dischi con anteriori autoventilati, differenziale a slittamento limitato e 7 posti). Inoltre dall'H-1 pick up è stato ricavato il furgone Hyundai Libero che sfrutta la medesima meccanica e lo stesso gruppo di motorizzazioni ma presenta la cabina posteriore di forma cubica e rialzata al posto del cassone.

### Aggiornamenti e restyling
Un lieve facelift venne presentato nel 2000 in cui venne adottata una nuova mascherina frontale cromata e un nuovo cofano anteriore in cui era stata aggiunta una presa d'aria specifica per incrementare il flusso di aria diretto al motore (potenziato). Un restyling profondo invece venne effettuato nel 2004: completamente ridisegnato il frontale caratterizzata da una calandra di grandi dimensioni e una nuova fanaleria anteriore. Nuovi i paraurti che presentano un nuovo profilo e rivisti anche gli interni soprattutto nei montaggi. Tra i motori il vecchio 2.5 TD venne sostituito da una nuova unità dotata di iniezione diretta common rail capace di 140 cavalli.

### Motorizzazioni
In Italia il veicolo venne proposto in una sola motorizzazione turbodiesel a 4 cilindri con distribuzione a 2 valvole per cilindro da 2,5 litri (2476 cm³) capace di una potenza massima di 82 cavalli, potenziato a 99 nel 2000. In Asia era disponibile anche con un motore 2.4 8 valvole a benzina capace di 112 cavalli nelle versioni a trazione anteriore e di 110 e 135 cavalli nelle versioni a trazione integrale (H-1 Crossover). Per tutte le motorizzazioni il cambio era un manuale a 5 rapporti mentre tra gli optional era disponibile l'automatico a 4 rapporti con convertitore. Dal 2007 venne introdotto in Europa un nuovo motore diesel CRDI common rail da 2.597 cm³ capace di 140 cavalli e di 360 N m di coppia massima. Il consumo medio dichiarato era di 10,9 km/l mentre la velocità massima era pari a 180 km/h con 241 grammi di anidride carbonica emessi al chilometro nel ciclo medio.
| Modello           | Disponibilità            | Motore                       | Cilindrata cm³ | Potenza          | Coppia max              | 0–100 km/h (secondi) | Velocità max (Km/h) | Consumo medio (Km/l) |
| 2.4 8V 112        | non importato            | 4 cilindri in linea, Benzina | 2.351          | 82,5 kW (112 CV) | 181 N·m @2.300 giri/min | 20,6                 | 155                 | 7,5                  |
| 2.4 8V 4WD 110    | non importato            | 4 cilindri in linea, Benzina | 2.351          | 81 kW (110 CV)   | 181 N·m @2.300 giri/min | 22,3                 | 148                 | 6,1                  |
| 2.4 8V 4WD 135    | non importato            | 4 cilindri in linea, Benzina | 2.351          | 99 kW (135 CV)   | 202 N·m @3.200 giri/min | 23,6                 | 150                 | 6,1                  |
| 2.5 TD 8V 82      | dal debutto al 2004      | 4 cilindri in linea, Diesel  | 2.576          | 60 kW (82 CV)    | 208 N·m @1.800 giri/min | 21,0                 | 145                 | 10,2                 |
| 2.5 TD 8V 99      | dal 2004 al 2007         | 4 cilindri in linea, Diesel  | 2.576          | 73 kW (99 CV)    | 225 N·m @2.000 giri/min | 20,1                 | 148                 | 10,4                 |
| 2.5 TD 8V 4WD 101 | dal 2004 (non importato) | 4 cilindri in linea, Diesel  | 2.576          | 74 kW (101 CV)   | 225 N·m @2.000 giri/min | 20,6                 | 145                 | 10,0                 |
| 2.5 CRDI 16V 140  | dal 2007                 | 4 cilindri in linea, Diesel  | 2.597          | 103 kW (140 CV)  | 360 N·m @2.000 giri/min | 18,3                 | 180                 | 10,9                 |

## Seconda serie (2007-2021)
La seconda generazione dell'H-1 viene presentata in Corea nel 2007 mentre la prima europea avviene al Salone di Ginevra nel 2008, anno in cui inizierà l'importazione del veicolo in Europa. Completamente rinnovato a partire dalla piattaforma meccanica a trazione posteriore con numerosi componenti in comune con la Kia Carnival seconda serie, il nuovo H-1 abbandona lo stile tondeggiante della prima generazione per adottare un design più spigoloso ispirato al family-feeling introdotto dalla Hyundai Sonica nel 2004. Il frontale presenta un'ampia calandra abbinata anche ad una fanaleria di dimensioni importanti mentre la coda abbandona la fanaleria circolare in posizione orizzontale per adottare un tipo di faro posizionato in verticale e caratterizzato da una forma spigolosa. La fiancata invece mostra un accenno di passaruota rendendo il complesso piacevole e moderno. Nuovo anche lo schema sospensivo che sfrutta MacPherson all'avantreno e bracci multipli al retrotreno (schema Multilink). 

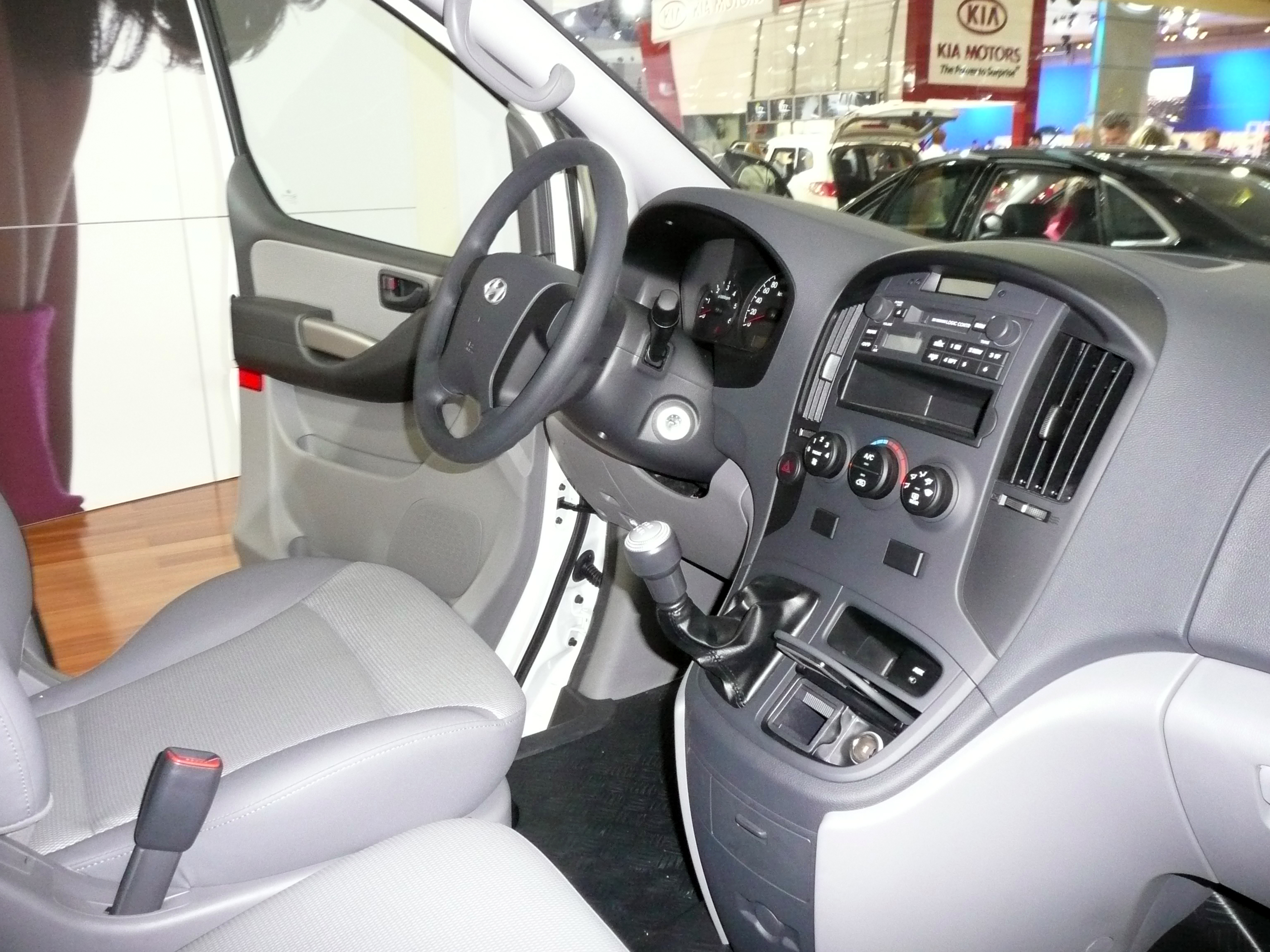
Vista degli interni

La carrozzeria cresce di oltre 30 centimetri rispetto alla vecchia versione a passo corto raggiungendo i 5,12 metri di lunghezza totale per un passo di 3,2 metri. Otto i posti disponibili disposti su 3 file di sedili (2-3-3), ma in Asia è disponibile anche una versione a 12 posti con 4 file di sedili a 3 sedute. Il nuovo H-1 viene prodotto in tre tipologie di carrozzeria: H-1 Cargo in versione furgone a 2 o 3 posti con pannellature laterali e vano di carico di 4.308 litri, H-1 Cargo Combinato con due file di sedili (anteriori e centrali fino a 6 posti con schema 3 posti anteriori e 3 posti posteriori) semi-pannellato con vano di carico fino a 2.500 litri e la versione monovolume H-1 Wagon che ospita fino a 8 persone e offre una capacità minima di 851 litri di bagagliaio fino ad un massimo di 4.308 con la terza e seconda fila di poltrone rimosse. Le versioni pick up, crossover e a passo lungo non saranno riproposte, mentre gli esemplari destinati all'uso come ambulanze e taxi vengono prodotte su richiesta. Il serbatoio possiede una capacità di 75 litri mentre il raggio di sterzata è pari a 11,2 metri.
L'interno dell'H-1 presenta una plancia ispirata nel disegno al Kia Carnival con cambio posto sulla console e materiale di qualità modesta. Disponibili anche inserti in plastica di colore alluminio e il volante e il pomello del cambio rivestiti in pelle. L'H-1 wagon viene proposta nella sola versione Active; tra la dotazione figurano gli airbag frontali e laterali, il controllo elettronico della stabilità e della trazione, sensori posteriori di parcheggio, telecomando per l'apertura delle porte, retrovisori riscaldabili e regolabili elettricamente, cerchi in lega leggera (all'estero sono proposti a pagamento) e i fendinebbia mentre tra gli optional la plancia bicolore e i sedili in pelle.
Nel 2012 viene sottoposto ai crash test dell'ente Euro NCAP totalizzando il punteggio complessivo di tre stelle; in particolare l'ente valuta una sicurezza per gli adulti pari al 55%, protezioni bambini pari al 75%, investimento pedoni 34% e dispositivi di sicurezza 43%.

### Restyling 2018

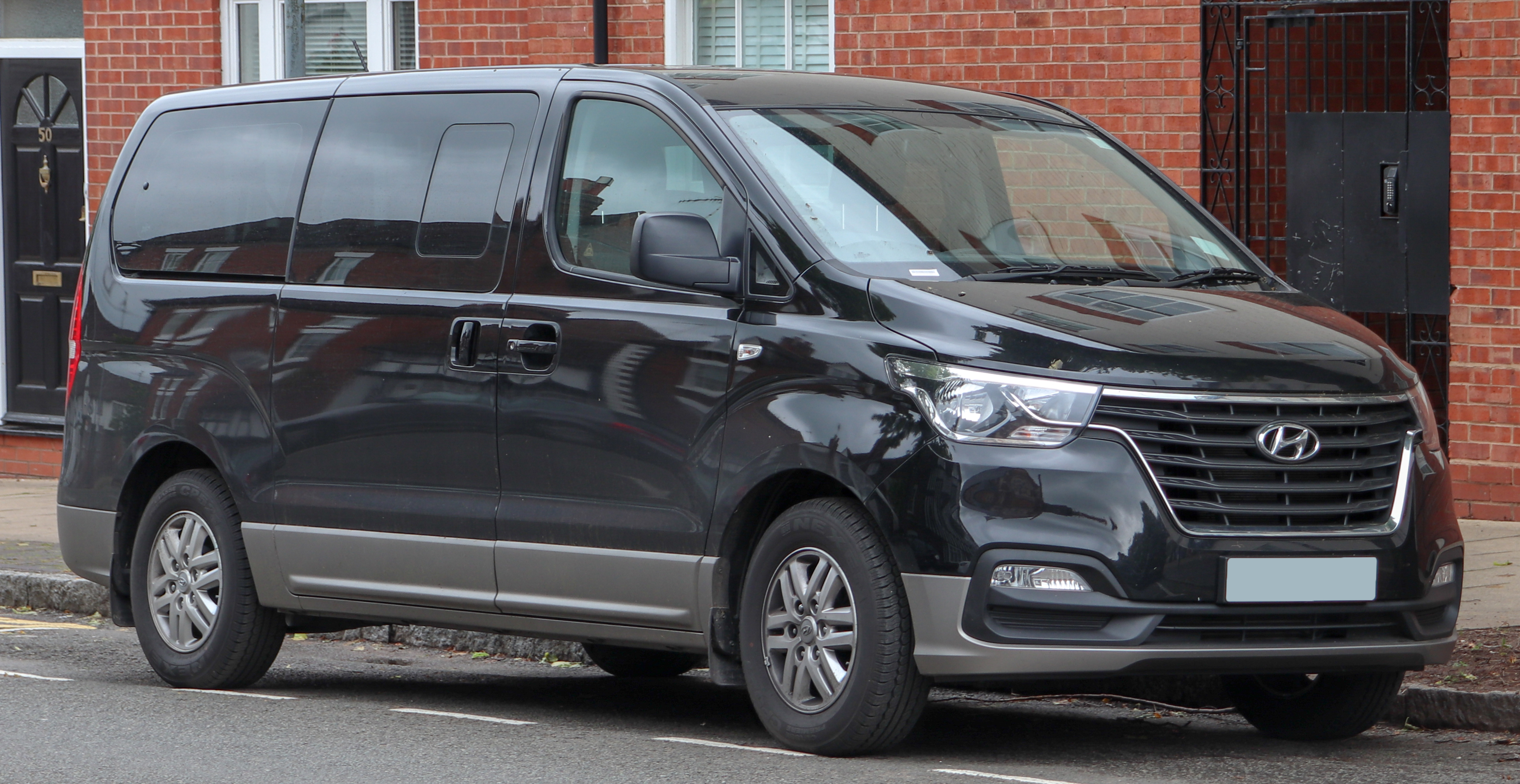
L’H-1 restyling 2018

Nel dicembre 2017 viene presentato un restyling che introduce il frontale ridisegnato con la nuova calandra cromata denominata Cascading Grille, nuovi fanali a LED anteriori e posteriori, nuovi paraurti e internamente la plancia viene ridisegnata ed introduce il nuovo sistema multimediale touchscreen a sette pollici stile tablet oltre a nuovi comandi per il clima e nuova strumentazione.

### Motorizzazioni
In Italia viene proposto in un'unica motorizzazione turbodiesel CRDI omologata Euro 4 da 2,5 litri capace di 170 cavalli e dotata di turbina a geometria variabile (VGT) che fornisce una coppia di 392 Nm a 2000 giri al minuto. Lo scatto 0 a 100 km/h viene registrato in 14,5 secondi con velocità massima pari a 180 km/h. La percorrenza media corrisponde a circa 11,8 km/l. Il cambio è un manuale a 5 rapporti mentre tra gli optional è disponibile l'automatico a 4 marce. All'estero il veicolo viene venduto anche con la medesima motorizzazione depotenziata a 136 cavalli che garantisce costi di esercizio leggermente inferiori rispetto al modello più potente. In Asia l'H-1 (venuto come Starex o TQ a seconda dei mercati) adotta anche un motore benzina 2.4 a fasatura variabile (D-CVVT) facente parte della famiglia motoristica θ Theta capace di 175 cavalli.
| Modello              | Disponibilità | Motore                      | Cilindrata cm³ | Potenza         | Coppia max              | Rapporto di compressione | Emissioni CO2 (g/Km) | 0–100 km/h (secondi) | Velocità max (Km/h) | Consumo medio (Km/l) |
| 2.5 CRDI VGT 16V 136 | non importato | 4 cilindri in linea, Diesel | 2.497          | 100 kW (136 CV) | 343 N·m @1.750 giri/min | 17,6:1                   | 220                  | 17,9                 | 167                 | 12,0                 |
| 2.5 CRDI VGT 16V 170 | dal debutto   | 4 cilindri in linea, Diesel | 2.497          | 125 kW (170 CV) | 392 N·m @2.000 giri/min | 17,6:1                   | 225                  | 14,5                 | 180                 | 11,8                 |